# Tomicodon petersii
Tomicodon petersii är en fiskart som först beskrevs av Samuel Garman, 1875.  Tomicodon petersii ingår i släktet Tomicodon och familjen dubbelsugarfiskar. IUCN kategoriserar arten globalt som livskraftig. Inga underarter finns listade i Catalogue of Life.